# 静岡県道107号網代停車場線
静岡県道107号網代停車場線（しずおかけんどう107ごう あじろていしゃじょうせん）は、静岡県熱海市下多賀地内を連絡する一般県道である。

## 概要
国道135号の拡幅工事が終了し、旧道部分が静岡県に移管されている。同市内の静岡県道105号伊豆多賀停車場線と同様に旧道として伊豆東海バスの経路となっている。

### 路線データ
- 起点：熱海市下多賀（JR網代駅前）
- 終点：熱海市下多賀（国道135号交点）
- 実延長：478m[1]

## 接続路線
- 国道135号
- 熱海市道：直接中伊豆方面に抜ける道路はない。

## その他
- 幅員は狭く大型バスが通る際には交互通行に注意が必要。
- 国道沿いのホテルは大規模な駐車場を備えたり高層建築にしているのに対し、県道沿いまたは山沿いにある旅館は古い風情を感じさせるものが多い。